# Johannes Holm
Johannes Olofsson Holm, född i Hudiksvalls församling, död 20 mars 1728, var en svensk präst.

## Biografi
Johannes Holm föddes i Hudiksvalls församling. Han var son till skräddarmästaren Olof Holm. Holm blev 12 september 1690 student vid Uppsala universitet och medlem i Hälsingladns nation. Han avlade 9 december 1697 magistergraden och prästvigdes 6 april 1699 i Uppsala domkyrka till pastorsadjunkt i Uppsala församling. Holm blev 1701 pastorsadjunkt i Sankt Nikolai församling, Stockholm och 16 maj 1704 konsistorienotarie i Stockholms konsistorium, tillträdde samma dag. Han avlade 22 juli 1714 pastoralexamen i Uppsala och blev 20 maj 1715 kyrkoherde i Hedvig Eleonora församling, tillträdde 1 maj 1716. Holm blev 8 maj 1716 assessor i Stockholms konsistorium. Han avled 1728 och begravdes 2 april 1728 i Hedvig Eleonora församling.

### Familj
Holm gifte sig första gången 11 oktober 1708 i Sankt Nikolai församling, Stockholm med Hedvig Catharina Moback (död 1713), dotter till handelsmannen Hans Moback och Cristina Eliaedotter. De fick tillsammans barnen Christina Holm (född 1710) och Hedvig Sofia Holm (1711–1780) som var gift med kyrkoherden Elias Biörck i Örslösa församling.
Han gifte sig andra gången 8 november 1716 i Stockholm med Hedvig Eleonora Goldtberg (1697–1763), dotter till inspektorn Peter Goldtberg på Ulriksdal och Catharina Leijel. De fick tillsammans barnen Petter Holm (född 1718), Catharina Holm (född 1720), Catharina Holm (född 1721), brukspatronen Johannes Holm (1723–1778) i Göteborg och vice notarien Olof Holm (1724–1764) i Svea hovrätt. Efter Holms död gifte Hedvig Eleonora Goldtberg om sig med kämnären Hans Hansson Kröger.